# Caroline Sjöblom
Caroline Sjöblom, född 1989 i Saltvik på Åland, är förbundskapten för Sveriges F19–landslag. EM brons med Sverige i slutspelet i Ostrava, Tjeckien 2021. 
Sjöblom började sin spelarkarriär på hemmaplan och blev 2009 finsk mästare med Åland United vilket ledde till spel i Uefa Women's Champions League året efter. År 2011 flyttade hon till Stockholm och spelade 24 tävlingsmatcher som mittback för Djurgårdens IF i Damallsvenskan och Svenska cupen, men efter säsongen avslutade hon sin spelarkarriär. 
Under de första månaderna av 2013 blev hon assisterande tränare i AIK:s F99-akademilag. Efter tre säsonger som tränare för AIK:s F19-lag (Flickallsvenskan) tog Sjöblom över Tyresö FF:s damlag i division 2 (2016), seriesegrare vilket ledde till division 1 (2017-18) där hon både var sportchef och chefstränare. Sjöblom har varit distriktsförbundskapten i Stockholms Fotbollförbund och även avslutat kursen UEFA A diplom för tidigare elitspelare. Den 16 augusti 2018 började hon på Stockholms Fotbollsförbund där hon blev spelarutbildare (SU) för spelare födda 15-19 år i Stockholms distrikt. Parallellt med klubblags- och distriktsfotboll assisterade Sjöblom förbundskapten Pär Lagerström i F17 landslaget.
Den 21 november 2018 meddelade AIK Fotboll att klubben skrivit kontrakt med Caroline Sjöblom och Robert Svanström som nya chefstränare för AIK:s damlag. 2020 ledde Sjöblom laget till en suverän serieseger då laget slutade på 72 poäng i Elitettan och klubben satte därmed ett nytt svårslaget poängrekord. AIK vann 24 av 26 matcher under året och spelar 2021 i Damallsvenskan.
Den 1 oktober 2020 tillträdde Sjöblom som förbundskapten i ungdomslandslaget. Den 21 november 2021 publicerade Svenska fotbollförbundet att Sjöblom erhållit en UEFA PRO licens.
I juli 2021 tog Sjöblom, med sitt F19 landslag, för första gången sedan EM-guldet 2015 Sverige till F19-EM. Efter att slagit ut stornationer som Tyskland och England förlorade Sverige semifinalen med 1-0 mot Spanien som sedermera blev Europamästare.